# Protea angolensis
Protea angolensis (лат.) — кустарник или небольшое дерево, вид рода Протея (Protea) семейства Протейные (Proteaceae). Карликовый многоствольный кустарник или небольшое раскидистое дерево, произрастающее на открытых лесистых пастбищах и в миомбо.

## Ботаническое описание
Protea angolensis — кустарник или небольшое дерево. Листья кожистые и гладкие, от зелёного до голубовато-зелёного, овальной формы, размером 16 на 8 см. Соцветия (цветочные головки) одиночные и могут вырастать до 10-12 см, от 8 до 12 см в диаметре. Прицветники от бледно-зелёного до ярко-розового или красного цвета. Внутренние прицветники могут быть либо сильно, либо частично покрыты серебристыми шелковистыми волосками. Эта разница часто связана с возрастом соцветия, волоски опадают по мере старения. Плод — орех, покрытый густой опушкой.
Существует две разновидности:
- Protea angolensis var. angolensis: карликовый куст, который обычно вырастает менее 1 м в высоту[2], обычно до 60 см. Встречается на пастбищах, где каждый год надземная часть растения отмирает, погибая от морозов или лесных пожаров в зимний сухой сезон. Встречается по краям сезонных озёр и лесов[1], а также в заболоченных местностях дамбо[4]. Цветёт в конце лета, с января по март. Цветки белые[1].
- Protea angolensis var. divaricata: небольшое дерево до 4 м в высоту[2][3]. Встречается в миомбо. Цветёт позже номинантной формы, с апреля по июль[1]. Цветки и прицветники ярко-розовые, от тёмно-розовых до красных[3].

## Распространение и местообитание
Вид встречается в северной, центральной и восточной частях Зимбабве, по всей Замбии, в западной Анголе, южной части Демократической Республики Конго, Бурунди, южной и западной Танзании, северной части Малави и в ограниченной степени в Мозамбике (только в Тете). Произрастает на открытых лесистых пастбищах и в миомбо.

## Экология
Protea angolensis — растение-хозяин для личинок бабочек Capys disjunctus и C. connexivus.